# Jozef Fekete
Jozef Fekete, též József Fekete (12. srpna 1926 - ???), byl slovenský a československý politik Komunistické strany Slovenska maďarské národnosti, poúnorový poslanec Národního shromáždění ČSSR a poslanec Sněmovny lidu Federálního shromáždění za normalizace.

## Biografie
Ve volbách roku 1964 byl zvolen za KSS do Národního shromáždění ČSSR za Západoslovenský kraj. V Národním shromáždění zasedal až do konce volebního období parlamentu v roce 1968. Patřil mezi 10 etnických Maďarů zvolených v roce 1964 do Národního shromáždění. V roce 1965 jako zástupce jižních okresů Slovenska řešil situaci po katastrofálních povodních onoho roku.
K roku 1968 se profesně uvádí jako ředitel velkovýkrmny z obvodu Dunajská Streda.
Po federalizaci Československa usedl roku 1969 do Sněmovny lidu Federálního shromáždění (volební obvod Dunajská Streda). Mandát obhájil ve volbách v roce 1971, volbách v roce 1976, volbách v roce 1981 a volbách v roce 1986. V parlamentu setrval do ledna roku 1990. V zákonodárských sborech Československa tak zasedal kontinuálně po 26 let.
V roce 1986 mu Alois Indra udělil Řád Vítězného února. V prosinci 1989 po sametové revoluci ztratil vedoucí posty ve Federálním shromáždění a v lednu 1990 pak přišel i o poslanecký post v rámci procesu Kooptace do Federálního shromáždění.